# Aborto en Chad
El aborto en Chad está prohibido por la ley. De acuerdo a la práctica médica general, el procedimiento es únicamente legal cuando es menester salvar la vida de la madre, aunque esta causal no está registrada de forma explícita en la ley del país. Todo aquel que realice un aborto puede enfrentar penas de hasta 5 años de cárcel y una multa, mientras que los médicos responsables corren el riesgo de perder sus licencias médicas por al menos 5 años, y posiblemente de forma indefinida. Aquellos que son acusados de realizar abortos, pueden enfrentar hasta 10 años de prisión. Según los expertos locales, las mujeres y sus médicos rara vez son enjuiciados por recibir u ofrecer abortos ilegales.